# Índice de precios del productor
EL índice de precios del productor o índice de precios al productor (IPP) es un índice de precios que mide el cambio medio en los precios recibidos por los productores nacionales por su producción.
Su importancia ha decaído últimamente debido a la pérdida de peso del sector secundario o industrial en la mayor parte de economías.

## IPP en el mundo
Varios países que ahora reportan un "índice de precios del productor" previamente reportaban un "índice de precios al por mayor".

### Estados Unidos
En los EE. UU., el IPP se llamó WPI (Wholesale Price Index) hasta 1978. El IPP es uno de los datos estadísticos con una serie más longeva de los publicados por la Oficina de Estadísticas Laborales (Bureau of Labor Statistics).
Los orígenes de este índice se remontan a 1891 cuando el senado de Estados Unidos autorizó al Comité del Senado sobre Finanzas (Senate Committee on Finance) a investigar los efectos de las leyes tarifarias "sobre las importaciones y exportaciones, el crecimiento, el desarrollo, la producción y los precios agrícolas y de artículos manufacturados en el país y fuera de él".

### India
El primer IPP de la India (llamado WPI, Wholesale Price Index) fue publicado en 1902, y fue usado por los diseñadores de política económica hasta que fue reemplazado por el índice de precios del productor en 1978.